# Torre dos Alcoforados

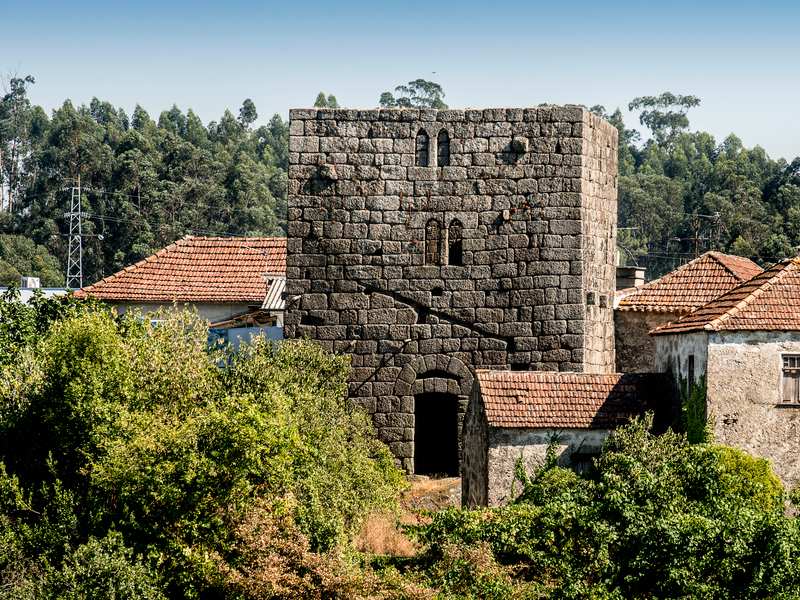
Torre dos Alcoforados

A Torre dos Alcoforados, também designada por Torre dos Mouros, Torre Alta ou Torre do Lordelo, é uma residência senhorial fortificada medieval situada em Lordelo, no município de Paredes em Portugal. A torre, de estilo gótico, foi construída entre os séculos XIV e XV próxima da margem do rio Ferreira. Inicialmente estava vinculada a uma propriedade denominada Honra dos Brandões. Apesar da denominação local "Torre dos Mouros", a construção é muito posterior ao domínio islâmico no território português. Em 1993 foi classificada como imóvel de interesse público e está integrada na Rota do Românico.